# 悬岩野餐 (小说)
《悬岩野餐》（英語：Picnic at Hanging Rock），是澳大利亚女作家琼·林赛（Joan Lindsay）于1967年出版的一部虚构哥特式历史悬疑小说，讲述了一群女子寄宿学校的学生于1900年在澳大利亚维多利亚州一个叫做悬岩（Hanging Rock）的地方参加情人节野餐时神秘失踪的故事，以及这起失踪事件对学校和当地社区所产生的影响。
本书最初由切舍出版社（Frank Cheshire）在澳大利亚出版，并于1975年由企鹅出版社（Penguin Books）再版。该书被评论界广泛认为是最伟大的澳大利亚文学作品之一。2022年，它被收录进“大禧年阅读书单”（Big Jubilee Read），这是为庆祝伊丽莎白二世女王白金禧年（Platinum Jubilee）而特别甄选的英联邦作家创作的70本书籍之一。
该小说于1975年被改编为同名电影，由彼得·威尔（Peter Weir）执导。

## 情节
小说开头有一段简短的前言，声明“无论本书是事实还是虚构，都由读者自行判断”，并暗示小说中的事件确有其事。
故事发生在阿普利亚德学院（Appleyard College），这是一所位于澳洲维多利亚州马其顿山（Mount Macedon）附近、专门为上层阶级女孩设立的私立寄宿学校。校长阿普利亚德夫人（Mrs. Appleyard）正在为学生们筹划一次野餐，地点选在悬岩（Hanging Rock），时间是1900年的情人节。此前学生萨拉（Sara）因为惹怒了阿普利亚德夫人而被禁止参加。萨拉的好友米兰达（Miranda）没有和她一起留下，而是独自前往。抵达悬岩后，学生们放松下来，吃了午餐。午餐后，米兰达与同学伊迪丝（Edith）、伊尔玛（Irma）和玛丽安（Marion）决定攀爬巨石（monolith），这是被规定禁止的行为，她们的数学老师麦克劳（Greta McCraw）随后也单独跟了上去。在攀爬过程中，米兰达、玛丽安和伊尔玛仿佛陷入了恍惚状态，继续向更高处攀爬，而伊迪丝则惊恐地逃跑；她歇斯底里地返回野餐地点，神志错乱，对发生了什么毫无记忆。麦克劳老师也同样失踪，只有伊迪丝回忆起曾在上山途中看到她身着内衣。学校在悬岩附近展开了大规模搜寻，但未能找到三名女孩和麦克劳老师的踪迹。
这起失踪事件在当地引发了极大关注，甚至引起了国际轰动，强奸、绑架或谋杀成为最被猜测的可能。几次有组织的搜寻，包括对悬岩及其周边地区的全面搜索，都没有发现任何线索。与此同时，学校的学生、老师、其他工作人员以及社区成员都在为这起谜一般的事件苦恼。当天也在悬岩野餐的英国人麦克·菲茨休伯特（Mike Fitzhubert）展开了自己的搜寻，最终发现伊尔玛昏迷不醒，濒临死亡。当麦克没有返回时，他的朋友兼叔叔的车夫阿尔伯特·克伦达尔（Albert Crundall）发现他正神情恍惚地坐在悬岩上，身边是昏迷的伊尔玛。
担忧的家长们开始将自己的女儿从这所声名显赫的学校接走，导致多位教职员工离职；学校的杂工和女仆辞去了工作，法语教师波蒂埃小姐（Mlle. Dianne de Poitiers）也宣布自己即将结婚并离开学校。学校的一名年轻女教师多拉·卢姆利（Dora Lumley）与其弟弟雷格（Reg）一起离开，结果两人却在一家旅馆失火事件中丧生。在这场动荡期间，萨拉也突然失踪，几天后被发现死于自杀（尸体被发现在学校的塔楼下，头部“已被撞击至无法辨认”）。阿普利亚德夫人对接连发生的悲剧心力交瘁，最终在悬岩的山峰上跳崖自尽。

## 创作背景
作者琼·琳赛称这部小说的灵感来自于她的一个梦。2017年《时代报》（The Age）的一篇文章提到：“这个梦围绕着一个夏日的悬岩野餐展开，乔安从小就熟悉这个地方。她告诉管家Rae，这个梦真实得让她醒来后还能感觉到夏天微热的风穿过桉树林，还能听到梦中人们的笑声和谈话，以及他们出发去野餐时的欢快与轻松。”
据当时的管家回忆，小说中的情节是琳赛连续多次梦到的。几年后，琳赛回忆写作这本小说的经历时说：“《悬岩上的野餐》对我来说确实是一种特别的写作体验。我写作时几乎变得不可理喻，整晚都在想着故事，早晨一起床就坐在地上，周围堆满了纸，然后疯狂写作！”
这部小说在琳赛位于马尔伯里山（Mulberry Hill）的家中，用两周时间完成。她在思考书名时，想起了威廉·福特（William Ford）的画作《悬岩》（At the Hanging Rock）。这幅画曾挂在她丈夫达里尔·琳赛（Daryl Lindsay）在维多利亚国家美术馆（National Gallery of Victoria）的办公室里。她觉得这个名字“简单又优美，却掩盖了其中潜藏的恐怖”。
在琳赛去世后，学者特伦斯·奥尼尔（Terrence O’Neill）回忆称，小说中的超自然元素源于琳赛对灵性世界的兴趣：“她显然对灵魂学（Spiritualism）很感兴趣，渴望自己的生活中有某种精神层面，但她不敢在丈夫面前流露这一面，所以我认为她把这种情感投入到了写作中。我知道她对阿瑟·柯南·道尔（Arthur Conan Doyle）关于灵魂学、大自然和灵体存在的信仰和理论非常着迷。”
这本小说后被引进美国市场，2014年由企鹅兰登书屋（Penguin Random House）首次在美国出版。在英国，该书分别于1998年和2013年由Vintage出版社出版了多个版本。